# Hoằng Xuân
Hoằng Xuân là một xã thuộc huyện Hoằng Hóa, tỉnh Thanh Hóa, Việt Nam.

## Địa lý
Xã Hoằng Xuân nằm ở phía tây bắc huyện Hoằng Hóa, là xã nằm ở cực bắc của huyện, có vị trí địa lý:
- Phía đông giáp huyện Hậu Lộc và các xã Hoằng Kim, Hoằng Trung
- Phía tây giáp các huyện Thiệu Hóa và Yên Định với ranh giới là sông Mã
- Phía nam giáp xã Hoằng Phượng
- Phía bắc giáp huyện Hà Trung.

Xã Hoằng Xuân có diện tích 13,45 km², dân số là 7.702 người, mật độ dân số đạt 573 người/km².

## Lịch sử
Địa bàn xã Hoằng Xuân hiện nay trước đây vốn là hai xã Hoằng Khánh và Hoằng Xuân.
Trước khi sáp nhập, xã Hoằng Khánh có diện tích 9,31 km², dân số là 4.207 người, mật độ dân số đạt 452 người/km².
Xã Hoằng Khánh bao gồm 6 thôn: Kênh Thôn, Đại Điền, Hữu Khánh; Trà La, Trà Sơn và Tân Khánh.
Xã Hoằng Xuân có diện tích 4,14 km², dân số là 3.495 người, mật độ dân số đạt 844 người/km², có 5 thôn: Nghĩa Hương, Nga Phú 1, Nga Phú 2, Mỹ Cầu, Xuân Phú.
Ngày 16 tháng 10 năm 2019, Ủy ban Thường vụ Quốc hội ban hành Nghị quyết số 786/NQ-UBTVQH14 về việc sắp xếp các đơn vị hành chính cấp xã thuộc tỉnh Thanh Hóa (nghị quyết có hiệu lực từ ngày 1 tháng 12 năm 2019). Theo đó, sáp nhập toàn bộ diện tích và dân số của xã Hoằng Khánh vào xã Hoằng Xuân.

## Di tích
Trên địa bàn xã có phủ Nghĩa Hương thờ bà Quốc mẫu Hà Thị Hinh là người đã có công cứu Lê Lợi khi nghĩa quân Lam Sơn bị quân Minh vây hãm. Phủ đã bị phá do một số cán bộ quá khích trong phong trào phá chùa chiền những năm 80 của thế kỉ 20. Đến năm 2005 được xây dựng lại trên nền đất cũ nhưng không còn giữ được kiến trúc xưa.